# Akeli
Akeli (kinesiska: 阿科里乡, 阿科里) är en socken i Kina. Den ligger i provinsen Sichuan, i den sydvästra delen av landet, omkring 250 kilometer nordväst om provinshuvudstaden Chengdu. Antalet invånare är 1 602. Befolkningen består av 783 kvinnor och 819 män. Barn under 15 år utgör 34 %, vuxna 15-64 år 59 %, och äldre över 65 år 5,0 %.
Genomsnittlig årsnederbörd är 1 024 millimeter. Den regnigaste månaden är juni, med i genomsnitt 228 mm nederbörd, och den torraste är december, med 2 mm nederbörd.